# Quinto Popedio Silón
Quinto Popedio Silón (en latín, Quintus Poppaedius Silo) fue el cabecilla de los marsos y uno de los líderes de la coalición itálica durante la guerra Social contra Roma.

## Biografía
Silón fue un gran amigo del tribuno de la plebe Marco Livio Druso. Una historia escrita por Plutarco cuenta que Silón hizo una visita a su amigo Druso y se encontró con los niños de la casa. Bromeando con ellos, Silón pidió ayuda a los niños para su causa, a lo que los niños empezaron a reír, todos excepto Catón el Joven, que le miró de una forma sospechosa. Cuando Silo exigió una respuesta y este no le contestó, tomó al pequeño Catón entre sus brazos y lo amenazó con tirarle por la ventana. Viéndose en esta situación, Catón no cedió.
Tras la muerte de Druso, Silón se convirtió en el líder militar de los marsos cuando estalló la guerra Social. Silón fue derrotado y muerto en batalla por el hermano del tribuno, Mamerco Emilio Lépido Liviano.